# Frank Hurley
Pour les articles homonymes, voir Hurley.
James Francis « Frank » Hurley (15 octobre 1885 - 17 janvier 1962) est un aventurier, photographe et cinéaste australien. Il participe à un certain nombre d'expéditions en Antarctique et est photographe officiel pour le compte de l'armée australienne au cours des deux guerres mondiales.
Il produit de remarquables images mais dans la mesure où il procède souvent à des reconstitutions et qu'il retouche ses photographies, il sera critiqué quant à la valeur proprement documentaire de son travail.

## Biographie

### Expéditions en Antarctique

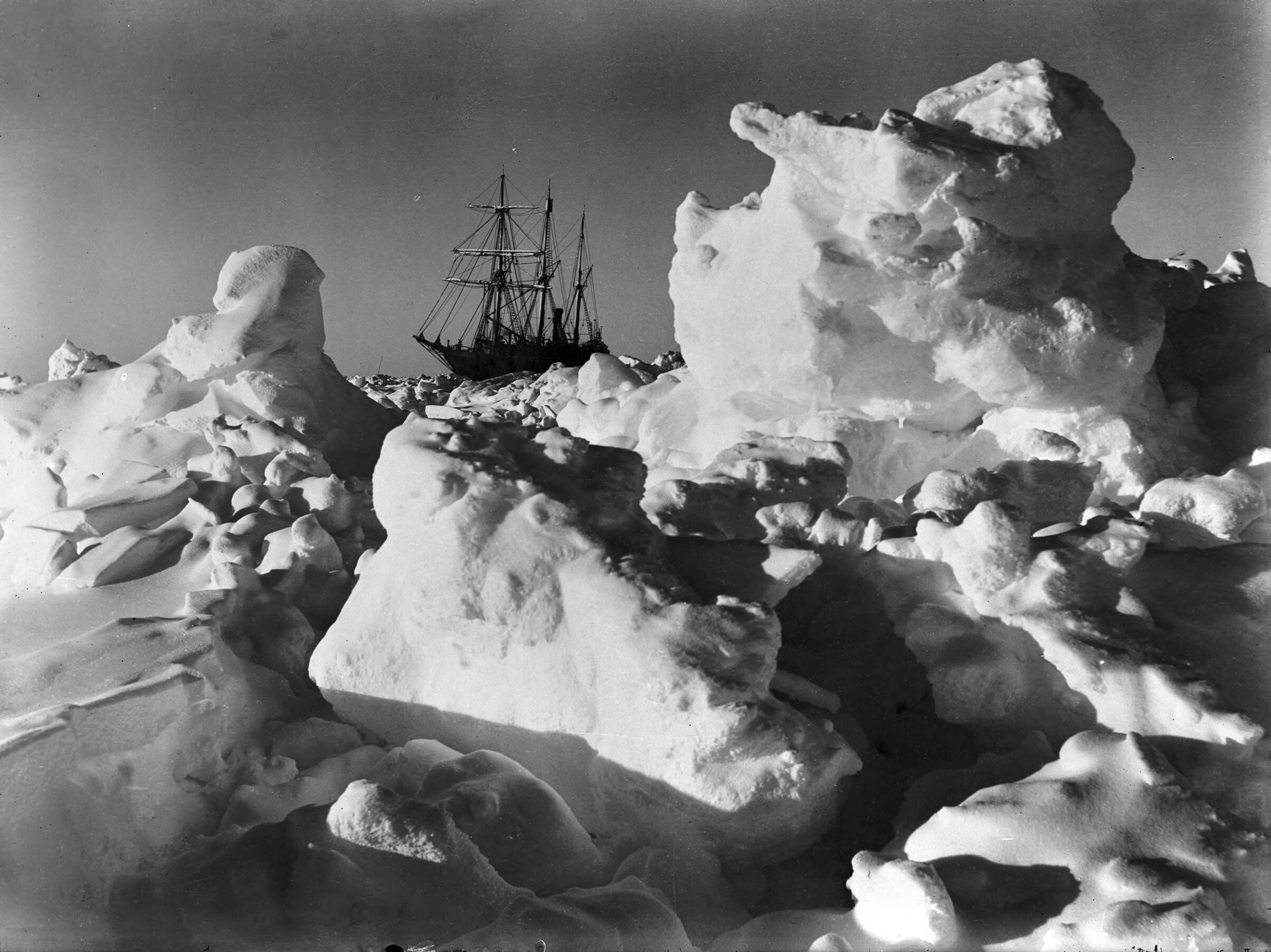
L'Endurance pris dans les glaces en février 1915.

Il participe à de nombreuses expéditions en Antarctique dont l'expédition antarctique australasienne de Douglas Mawson en 1911 et l'expédition Endurance d'Ernest Shackleton en 1914-1916. À cette occasion il enregistre des images qui lui permettent de monter un documentaire intitulé South en 1919.

### Photographe de guerre
En 1917, il rejoint l'Australian Imperial Force (AIF) comme capitaine honoraire et prend sur le vif d'étonnantes scènes à la bataille de Passchendaele. Restant fidèle à son esprit aventureux, il prend des risques considérables pour prendre ses photographies. Il termine son engagement dans l'AIF en mars 1918.
Il est également photographe de guerre pendant la Seconde Guerre mondiale.

## Œuvres
- (en) Argonauts of the South, G.P. Putnam's Sons, 1925.
- (en) Shackleton's Argonauts, Angus and Robertson, 1948.